# Lajes do Pico (freguesia)
Lajes do Pico is een plaats (freguesia) in de Portugese gemeente Lajes do Pico en telt 1780 inwoners (2001). De plaats ligt op het eiland Pico, onderdeel van de Azoren.
Het dorp is bekend als het centrum van de walvisvaarttraditie. Dit dorp heeft diverse oude huizen met metselwerk en balkons, wat vroeger welvaart uitstraalde. Er is hier een Walvismuseum gevestigd.